# ターンAターン
「ターンAターン」（ターンエーターン）は、西城秀樹の79枚目のシングル。1999年5月26日にスターチャイルドから発売された。

## 解説
- アニメ『∀ガンダム』（フジテレビ系）のオープニング・テーマに使用された。
- 西城にとって唯一のスターチャイルド・レーベル（キングレコード）から発売されたシングルである[注釈 1]。
- ジャケットの表面はキャラクター・デザイン原案の安田朗によるイラストになっているため、西城の写真は裏面に使われている。
- 2019年3月1日にアニメ・ソング人気投票キャンペーン「平成アニソン大賞」（ソニー・ミュージック・エンタテインメント主催）において作詞賞（1989年～1999年）に選出された[1]。
- 西城名義のアルバムとしては、没後の2019年5月16日発売のボックス・セット『HIDEKI UNFORGETTABLE - HIDEKI SAIJO ALL TIME SINGLES SINCE 1972』に初めて収録された[2]。本作のリリースからちょうど20年後のことであった。

## エピソード
- 『寺内貫太郎一家』（TBS系）で共演した小林亜星からの推薦で西城が本作を歌うことになった[注釈 2]。
- 小林亜星はテレビ・アニメ草創期から数多くのアニメ・ソングを作曲してきたが[3][4]、この曲が最後に手がけたアニメ・ソングとなった[5]。

## 収録曲
全曲作詞：井荻麟／作曲：小林亜星／編曲：矢田部正
1. ターンAターン [4:48]
2. 月下美人 [4:12]
3. ターンAターン（Off Vocal Version）[4:48]
4. 月下美人（Off Vocal Version）[4:10]